# Rila
Das Rila-Gebirge (bulgarisch Рила) ist ein Gebirge im Südwesten Bulgariens. Der höchste Gipfel des Gebirges und Bulgariens ist der Musala mit einer Höhe von 2925 m. Rila ist auch das höchste Gebirge auf der Balkanhalbinsel. 
Das Bild des Rila-Gebirges wird durch fast immer schneebedeckte Gipfel, zackige Felsformen, tiefe Schluchten und eisige Bergseen geprägt. Im Gebirge gibt es außerdem zahlreiche Mineralquellen. Die heißeste Quelle (102 °C) befindet sich in Sapareva Banya. Eingebettet in die waldbedeckten Gebirgshänge liegt das Rila-Kloster. Am Südrand des Gebirges liegen die Wintersportzentren Bansko und Raslog.
Der Artenreichtum im Gebirge ist groß. Man findet u. a. Bären, Wildschweine, Luchse, Ziegen, Hirsche, Falken und Adler. 
Im Rila befinden sich mehr als 150 Seen in Höhen zwischen 2100 und 2500 m. Der höchste davon liegt auf 2709 m am Fuße des Musala. Das Rila-Gebirge ist der Ursprung der Flüsse Mariza, Iskar und Mesta.

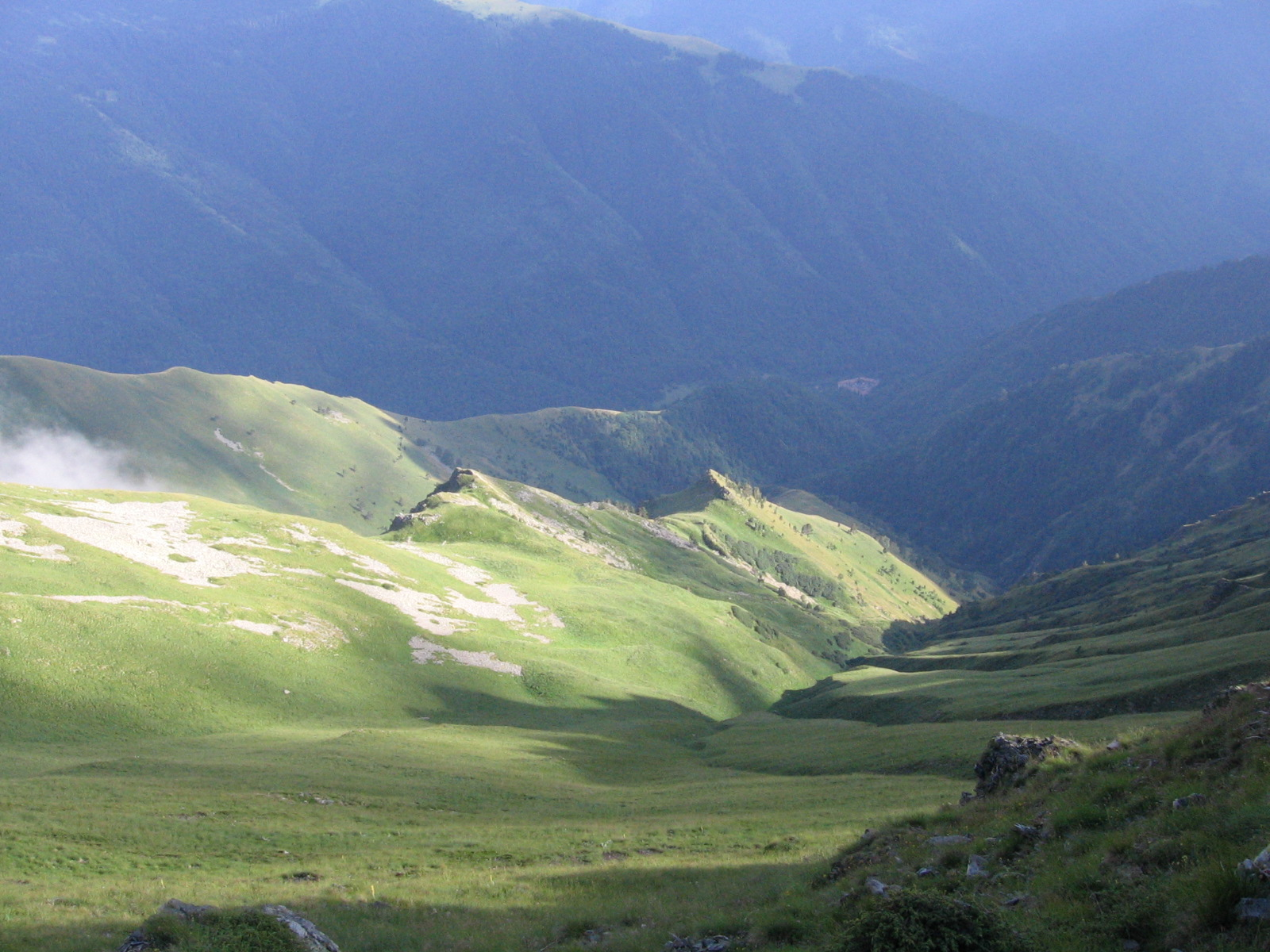
Blick auf das Rila-Kloster vom Goljam Mramorec (2602 m)
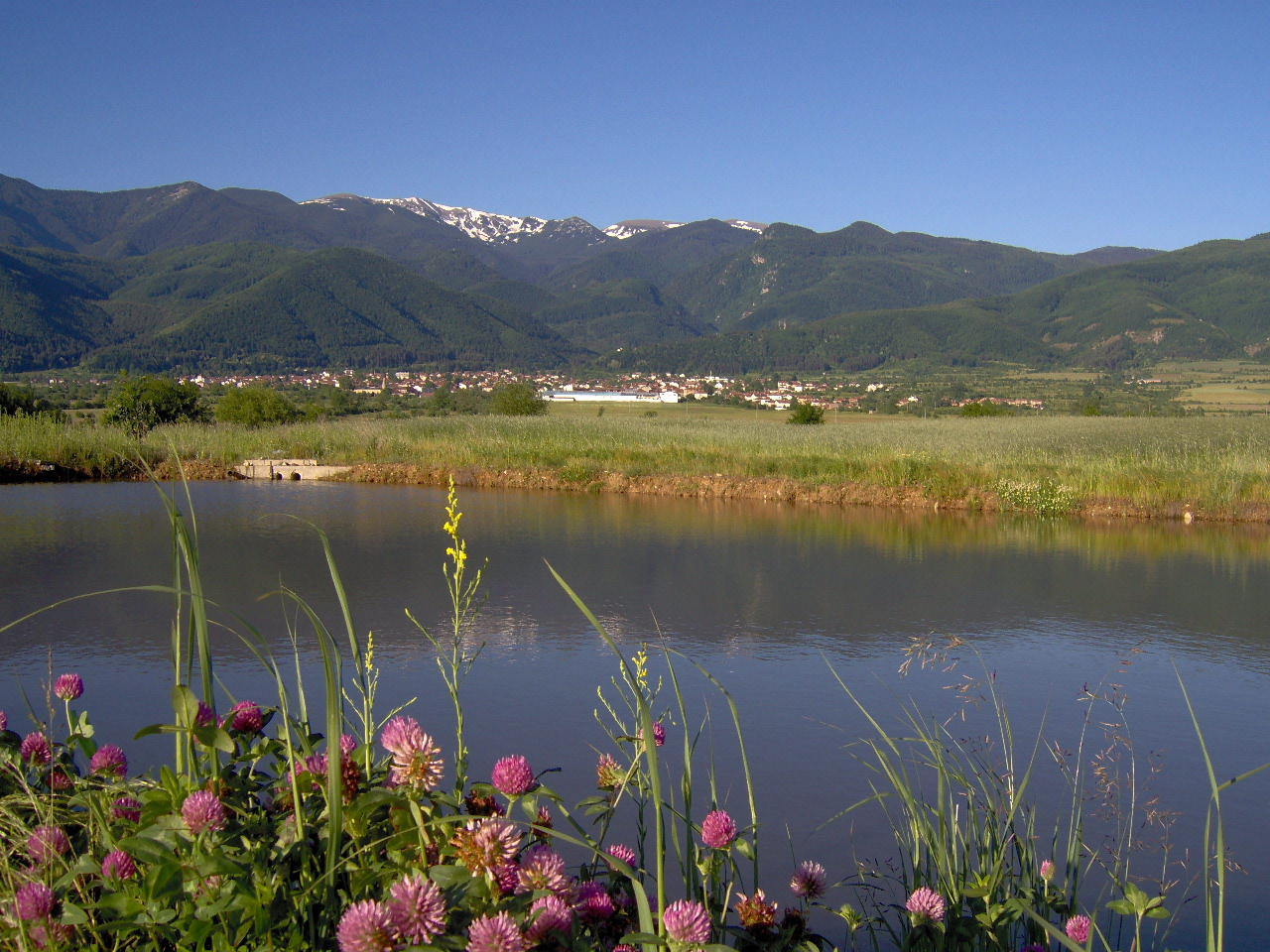
Blick auf Kostenez am Fuße des Rila-Gebirges
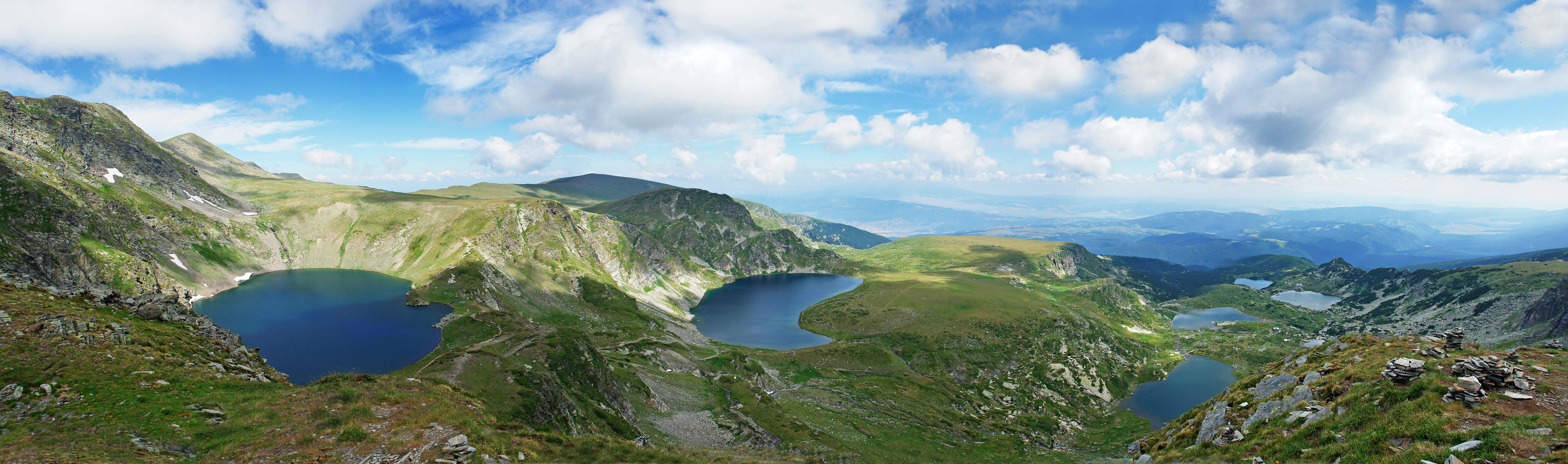
Die Sieben Seen im westlichen Teil des Rila-Gebirges
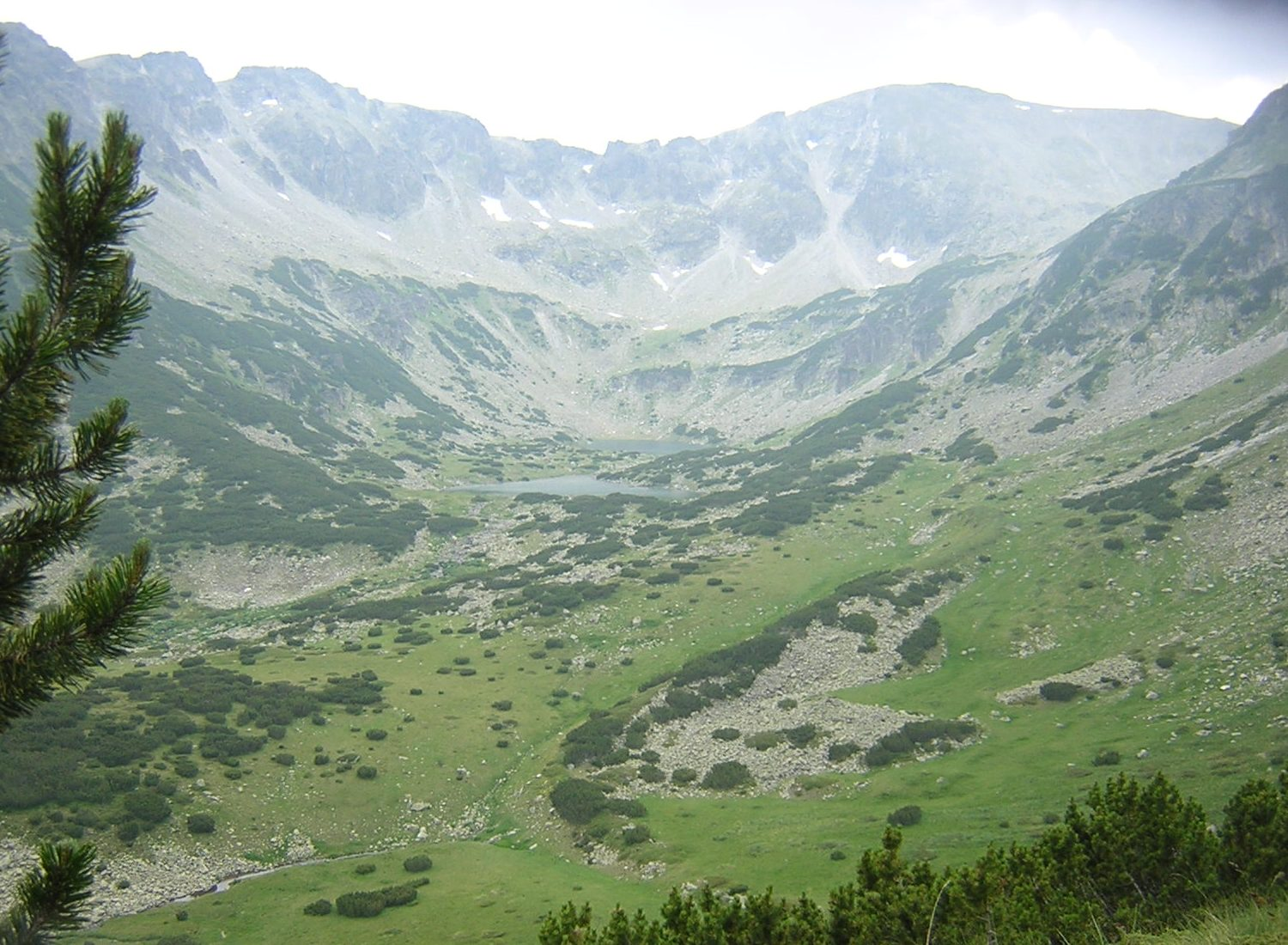
In diesem Tal liegt die Quelle der Mariza
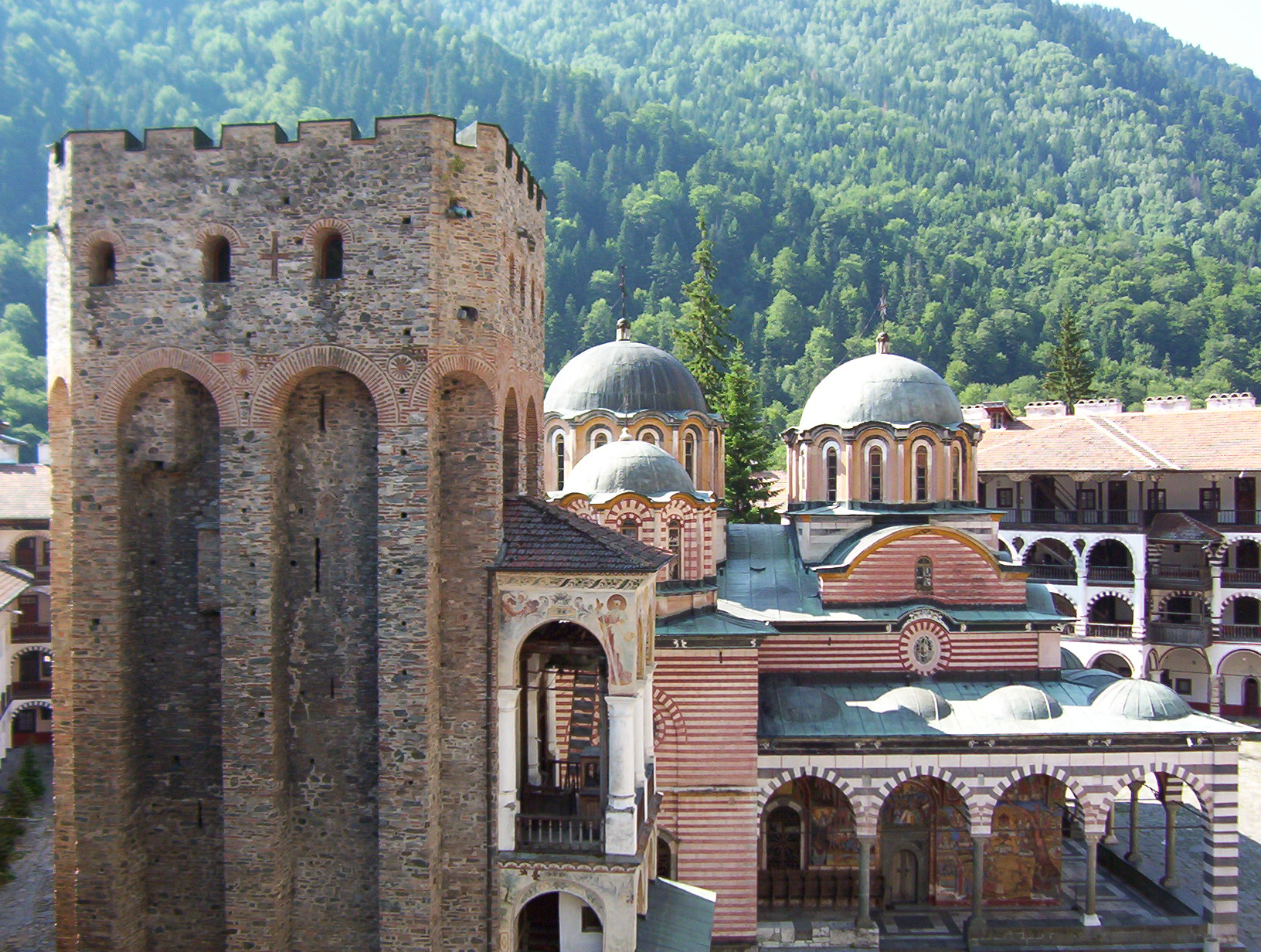
Das Rila-Kloster
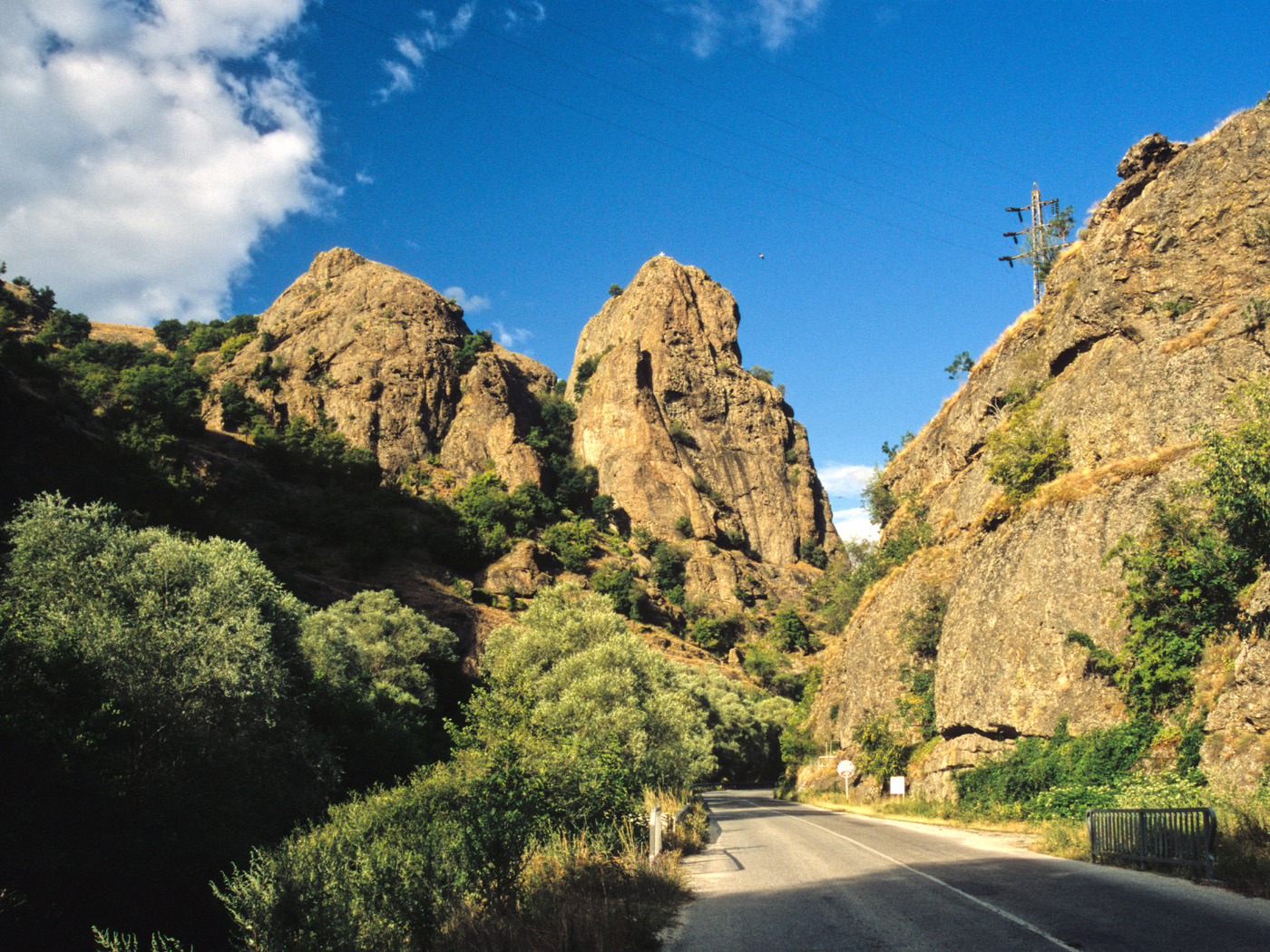
Der Weg zum Rila-Kloster
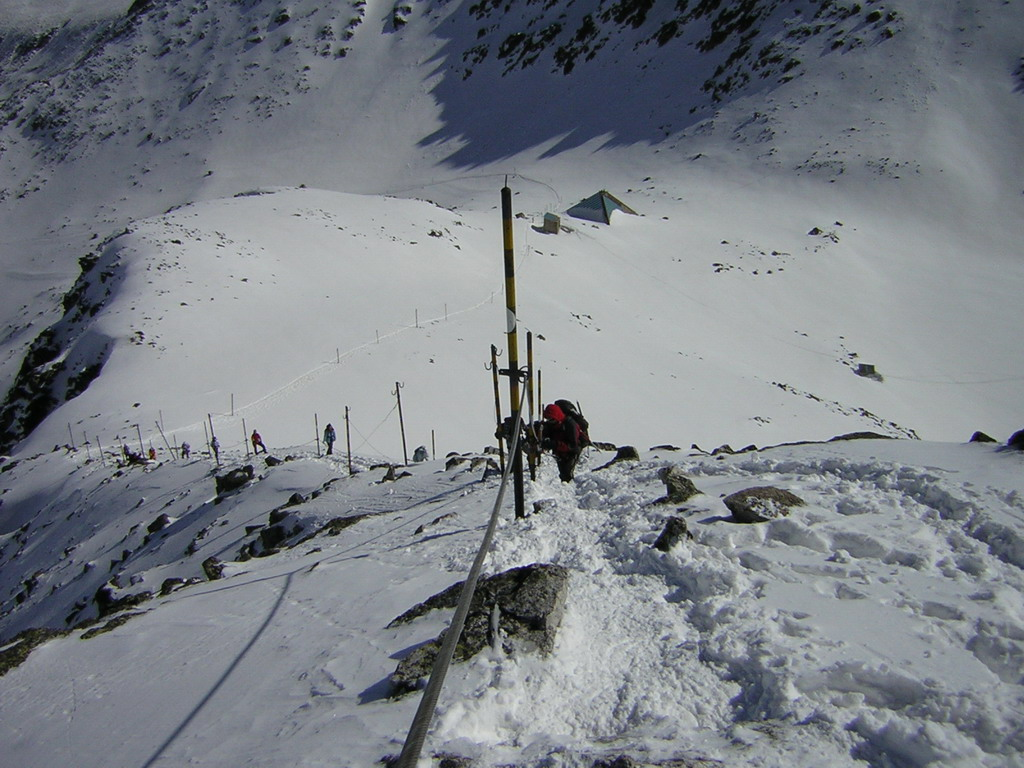
Touristen auf dem Weg zum höchsten Gipfel Musala
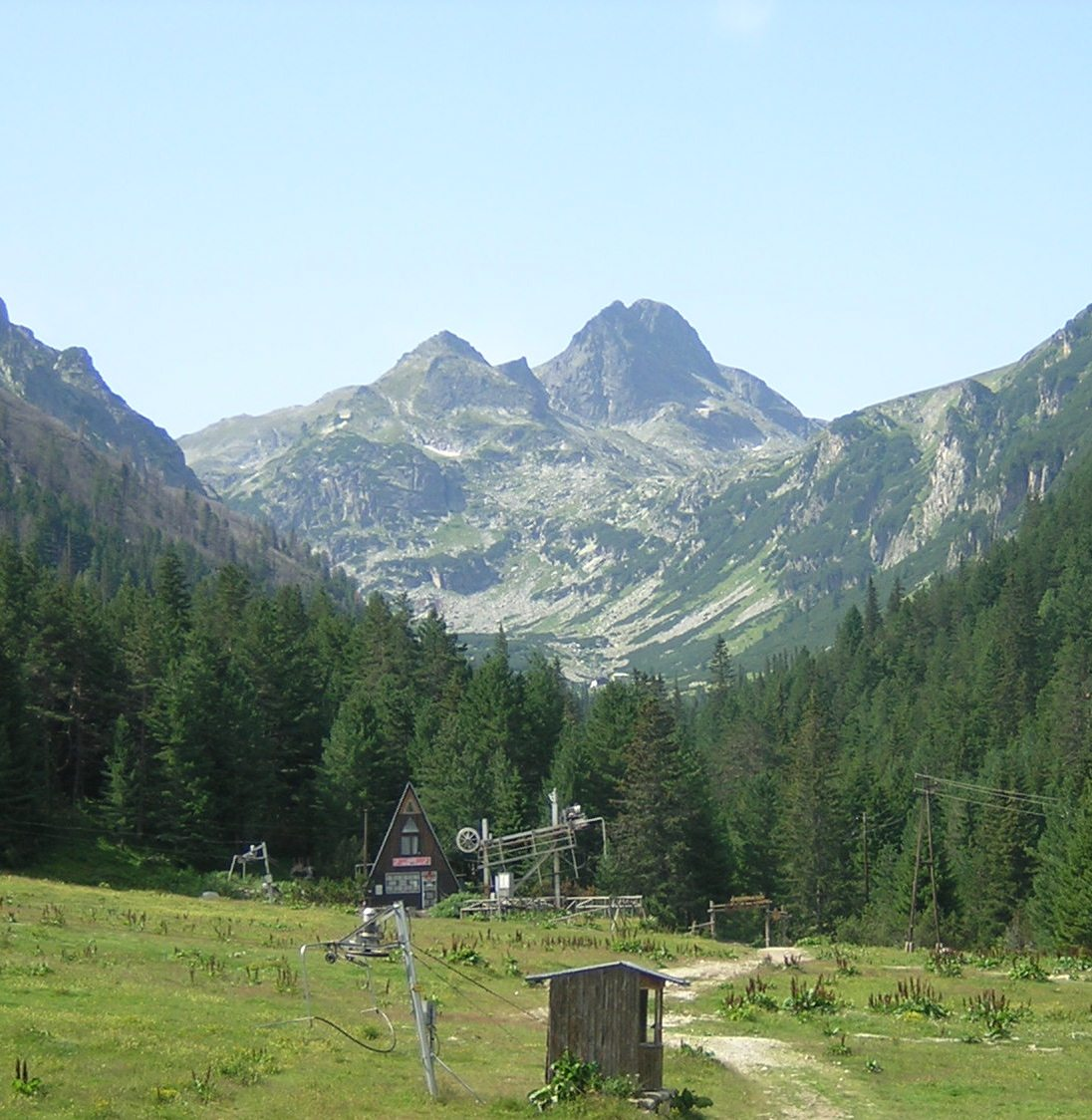
Maljowiza – beliebt bei den bulgarischen Bergsteigern